# Girls! Girls! Girls! (album)
Pour les articles homonymes, voir Girls Girls Girls.
Albums de Elvis Presley
Pot Luck
(1962) It Happened at the World's Fair
(1963)
Girls! Girls! Girls! est un album d'Elvis Presley sorti en novembre 1962. Il s'agit de la bande originale du film Des filles... encore des filles, dont Presley tient le premier rôle.

## Titres

### Face 1
1. Girls! Girls! Girls! (Jerry Leiber, Mike Stoller) – 2:34
2. I Don't Wanna Be Tied (Bill Giant, Bernie Baum, Florence Kaye) – 2:08
3. Where Do You Come From (Ruth Bachelor, Bob Roberts) – 2:08
4. I Don't Want To (Janice Torre, Fred Spielman) – 2:42
5. We'll Be Together (Charles O'Curran, Dudley Brooks) – 2:17
6. A Boy Like Me, A Girl Like You (Sid Tepper, Roy C. Bennett) – 2:20
7. Earth Boy (Sid Tepper, Roy C. Bennett) – 2:24

### Face 2
1. Return to Sender (Otis Blackwell, Winfield Scott) – 2:09
2. Because of Love (Ruth Bachelor, Bob Roberts) – 2:34
3. Thanks to the Rolling Sea (Bill Giant, Bernie Baum, Florence Kaye) – 1:31
4. Song of the Shrimp (Sid Tepper, Roy C. Bennett) – 2:21
5. The Walls Have Ears (Sid Tepper, Roy C. Bennett) – 2:32
6. We're Comin' In Loaded (Otis Blackwell, Winfield Scott) – 1:24

## Musiciens
- Elvis Presley : chant
- Scotty Moore, Barney Kessel : guitare électrique
- Tiny Timbrell : guitare acoustique
- Robert Bain, Alton Hendrickson : guitare (5)
- Dudley Brooks : piano
- Harold Brown : orgue (10)
- Ray Siegel : contrebasse
- Boots Randolph : saxophone, clarinette
- D. J. Fontana, Bernie Mattinson, Hal Blaine : batterie
- The Jordanaires : chœurs
- The Amigos : chœurs (5)